# 薩爾蒂夫卡站
薩爾蒂夫卡站（烏克蘭語：Салтівська）是哈爾科夫地鐵薩爾蒂夫卡線的车站。该站于1986年10月24日开通。
原稱勞動英雄站（Героїв Праці），在實行共产主义化和去俄罗斯化政策后於2024年7月26日更至現名。

## 外部連結
- 维基共享资源上的相關多媒體資源：薩爾蒂夫卡站